# Plateau brésilien
Le plateau brésilien (en portugais : Planalto Brasileiro) est une vaste région géographique couvrant la plus grande part des régions est, sud et centre du Brésil, soit environ 4 000 000 km2, près de la moitié de la superficie du pays.
Le plus haut massif montagneux est la serra do Caparaó, entre les États de Minas Gerais et Espírito Santo, à l'est, qui atteint 2 891 m au pico da Bandeira. Elle est suivie par la serra da Mantiqueira, au sud-est, avec 2 798 m. Les deux plus hauts sommets du Brésil, le pico da Neblina et le pico 31 de Março, à l'extrême nord, ne font pas partie du plateau brésilien mais du plateau des Guyanes.
Au sud-est et au sud, de l'Espírito Santo au nord du Rio Grande do Sul, le plateau s'étend souvent presque jusqu'à l'océan Atlantique et s'interrompt de façon abrupte. À l'ouest et au nord, il se dégrade progressivement vers les plaines du Gran Chaco et du bassin amazonien. Les principaux bassins hydrographiques sont le bassin du Paraná au sud-ouest et celui du São Francisco au nord-est.
Certaines des plus grandes villes du Brésil se situent sur le plateau, dont la capitale Brasilia (à 1 172 m d'altitude), la  plus grande ville São Paulo (760 m), et les capitales d'État Belo Horizonte (858 m), Curitiba (935 m) et Goiânia (749 m).
Les environnements naturels dominants sont la forêt atlantique au sud et à l'est et le cerrado au centre, au nord et à l'ouest.